# Erythroxylum pungens
Erythroxylum pungens är en tvåhjärtbladig växtart som beskrevs av Otto Eugen Schulz. Erythroxylum pungens ingår i släktet Erythroxylum och familjen Erythroxylaceae. Inga underarter finns listade i Catalogue of Life.